# Шевчук Петро Петрович
Шевчук Петро Петрович (8 листопада 1959, м. Староконстянтинів Хмельницької області) — народний майстер з художнього килимарства. Член Національної спілки майстрів народного мистецтва України (1990 рік). Заслужений майстер народної творчості України (2010). Лауреат обласної щорічної премії імені Панаса Мирного (2010).

## Біографічні відомості
Народився 8 листопада 1959 року у м. Старокостянтинів Хмельницької області. У 1984 році закінчив Вижницьке училище прикладного мистецтва. За фахом — художник по ткацтву. У 1985—1990 роках працював художником-майстром на Решетилівській фабриці художніх виробів імені Клари Цеткін. У 1990—2003 роках — головний художник Решетилівської фабрики художніх виробів, майстер виробничого навчання в Решетилівському художньому професійному ліцеї. Мешкає у смт Решетилівка Полтавської області.

## Творчість
Продовжив традиції народного ткацтва. Автор низки килимів і тканих виробів. Крім килимів тче гобелени, малює картини. З 1985 року — учасник районних, обласних, всеукраїнських, республіканських, міжнародних конкурсів, виставок і ярмарків. Щороку бере участь у Національному Сорочинському ярмарку, експонує роботи в Музеї народної архітектури та побуту України в Пирогові (м. Київ). Брав участь у промислово-художніх виставках в Італії, Польщі, Югославії, Чехословаччині. Вироби зберігаються у Полтавському краєзнавчому музеї імені Василя Кричевського, приватних колекціях України, Росії, Грузії, Молдови, Чехії, Словаччини, Німеччини, Англії, Бельгії, Голландії, Канади, США.

## Виставки
- Художня виставка присвячена 500-річчю козацтва (м. Київ, 1991)
- Республіканська виставка народних промислів України (1992)
- Виставка творів художників Полтавщини (м. Київ, 1993)
- Промислово-художня виставка в Італії (1994)
- Всеукраїнська художня виставка присвячена 5-річниці незалежності України (м. Київ, 1996)
- Республіканська виставка декоративно-прикладного мистецтва «Різдвяні свята» (м. Київ, 1997)
- Виставка робіт училищ прикладного мистецтва (м. Київ, 1997)
- Всеукраїнська виставка декоративно-прикладного мистецтва «Різдвяний салон» (м. Київ, 1999)
- ІІІ Всеукраїнський салон декоративно-вжиткового мистецтва (м. Київ, 2001)
- І Всеукраїнська Великодня виставка декоративного мистецтва «Світ Божий» (м. Київ, Полтава, 2002—2003)
- Всеукраїнська виставка «Барвиста Україна» (2006—2009), виставка в музеї І. Котляревського «Квіти України» (м. Полтава, 2009) та ін.[1]

## Відзнаки
2010 — присвоєне почесне звання «Заслужений майстер народної творчості України».
2010 — лауреат Полтавської обласної премії імені Панаса Мирного за твори українського килимарства.